# Eurydice (rete)
Eurydice è la rete europea di informazione sull'istruzione. È formata da una unità europea che coordina la rete e da una serie di unità nazionali. Lo scopo della rete Eurydice è di fornire ai decisori politici degli stati membri dell'Unione europea informazioni aggiornate e affidabili sulle quali basare le decisioni politiche nel settore dell'istruzione.
Dal 1995 Eurydice è parte integrante dei programmi di azione comunitaria in materia di istruzione, prima Socrates, poi LLP e, dal 2014, Erasmus+.

## Origini e struttura della rete
Eurydice fu fondata dalla Commissione europea, a seguito di una richiesta da parte dei Ministri dell'istruzione della Comunità Europea contenuta in una risoluzione del Consiglio del 1976. La prima riunione della rete si tenne nel 1980. Inizialmente, la rete era formata da un'unità europea e da più unità nazionali istituite presso i Ministeri dell'istruzione di ognuno degli allora 9 paesi membri dell'Unione Europea. Le unità nazionali avevano, in genere, anche la loro sede presso i Ministeri dell'istruzione, sebbene in alcuni casi fossero state assegnate a enti esterni di documentazione e ricerca (per esempio, l'Unità italiana aveva, e ha tuttora, sede presso l'INDIRE, Istituto nazionale di documentazione innovazione e ricerca educativa, mentre l'unità del Regno Unito ha sede presso lo NFER, National Foundation for Educational Research). Nei paesi a struttura federale, come la Germania e il Belgio, fu necessario istituire più di una unità per adeguarsi alla struttura dei rispettivi sistemi di istruzione: perciò in Germania fu creata una unità nazionale presso il Ministero federale dell'istruzione e un'altra presso la Conferenza dei Ministri dell'istruzione dei Länder.
Questa struttura è stata mantenuta nel tempo. Infatti, l'allargamento dell'UE con l'aggiunta di nuovi stati membri è stato sempre preceduto dalla partecipazione dei nuovi paesi alla rete Eurydice.
Alla fine del 2006 la rete era formata da 35 unità nazionali in 31 paesi. Dal 2014, le unità nazionali sono diventate 42 con sede nei 38 paesi che fanno parte del programma europeo Erasmus+ (i paesi membri dell'UE, la Bosnia-Erzegovina, la ex Repubblica jugoslava di Macedonia, Islanda, Montenegro, Serbia, Turchia, Liechtenstein e Norvegia). La rete Eurydice è ora coordinata e gestita dall'EACEA (EU Education, Audiovisual and Culture Executive Agency) che ha sede a Bruxelles e che programma gli studi della rete e fornisce una serie di risorse online.

## Aree di lavoro
Inizialmente, l'attività di scambio di informazioni della rete avveniva soprattutto tramite un servizio di risposte a quesiti posti dai paesi che ne facevano parte. Tuttavia, negli anni successivi, gli ambiti di interesse sono diventati sempre più numerosi e la cooperazione fra i paesi sempre più intensa e la rete ha ampliato la sua sfera operativa rispondendo, attraverso studi e rapporti tematici, a un numero sempre crescente di richieste sulle questioni relative alla politica educativa.
Successivamente, sotto la spinta di una sempre più sentita dimensione europea dell'istruzione che rende necessario il supporto di validi indicatori per il confronto, la rete inizia a pubblicare studi comparativi. Questo nuovo impegno è accolto ufficialmente dal consiglio dei Ministri dell'educazione che nel 1990 incarica ufficialmente la rete Eurydice di produrre anche analisi di questo tipo.
L'attività della rete passa quindi gradualmente dalla produzione di semplice informazione documentaria all'elaborazione di analisi comparative curate dall'Unità europea in stretta collaborazione con le Unità nazionali.
Nel 1993, su richiesta della Commissione europea, la rete inizia a lavorare alla prima edizione della collana ‘Le cifre chiave dell'istruzione’, pubblicato nel 1995 in collaborazione con Eurostat e che fornisce, per la prima volta, una serie di indicatori per descrivere i sistemi educativo combinando dati quantitativi e informazioni qualitative inerenti all'organizzazione dei vari sistemi.
Da allora, la rete ha consolidato la propria esperienza e la propria metodologia di lavoro, ampliando le tematiche affrontate negli studi e nei rapporto e incrementandone la pubblicazione.
Attualmente, Eurydice prepara e pubblica una serie di studi e materiali che trattano tutti i livelli di istruzione, dal pre-primario all'istruzione terziaria e per gli adulti, tra cui:
- Descrizioni Archiviato il 31 marzo 2016 in Internet Archive. dei suoi sistemi nazionali di istruzione (Eurybase fino al 2011, Eurypedia fino al 2015);
- Studi tematici comparativi su temi di attualità in materia di istruzione europea, come l'istruzione superiore, la professione insegnante, l'insegnamento delle lingue e della scienza, l'integrazione dei bambini immigrati, l'educazione alla cittadinanza;
- Indicatori - ad esempio "Le cifre chiave dell'istruzione in Europa" e cifre chiave tematiche sull'istruzione superiore, l'insegnamento delle lingue e tecnologie dell'informazione e della comunicazione;
- Facts and Figures (Fatti e cifre) - es. Calendari scolastici e accademici e Stipendi e indennità di insegnanti e capi di istituto in Europa.

Sul sito Archiviato il 16 aprile 2016 in Internet Archive. di Eurydice sono disponibili gratuitamente tutti gli studi e i rapporti tematici, nonché le descrizioni approfondite dei sistemi educativi dei paesi che fanno parte della rete.

## Coordinamento con altri enti
Eurydice opera in stretta collaborazione con numerose organizzazioni europee e internazionali:
- Eurostat (Ufficio statistico dell'Unione Europea)
- CRELL (Centre for Research on Lifelong Learning)
- Cedefop (Centro europeo per lo sviluppo della formazione professionale)
- ETF (Fondazione europea per la formazione professionale)

L'unità europea di Eurydice supporta anche la Commissione europea nel lavoro in cui è coinvolta impegna con le organizzazioni internazionali come il Consiglio d'Europa, l'OCSE (Organizzazione per la Cooperazione Economica e lo Sviluppo) e l'UNESCO (United Nations Educational, Scientific and Cultural Organization).